# Andrea Sansovino

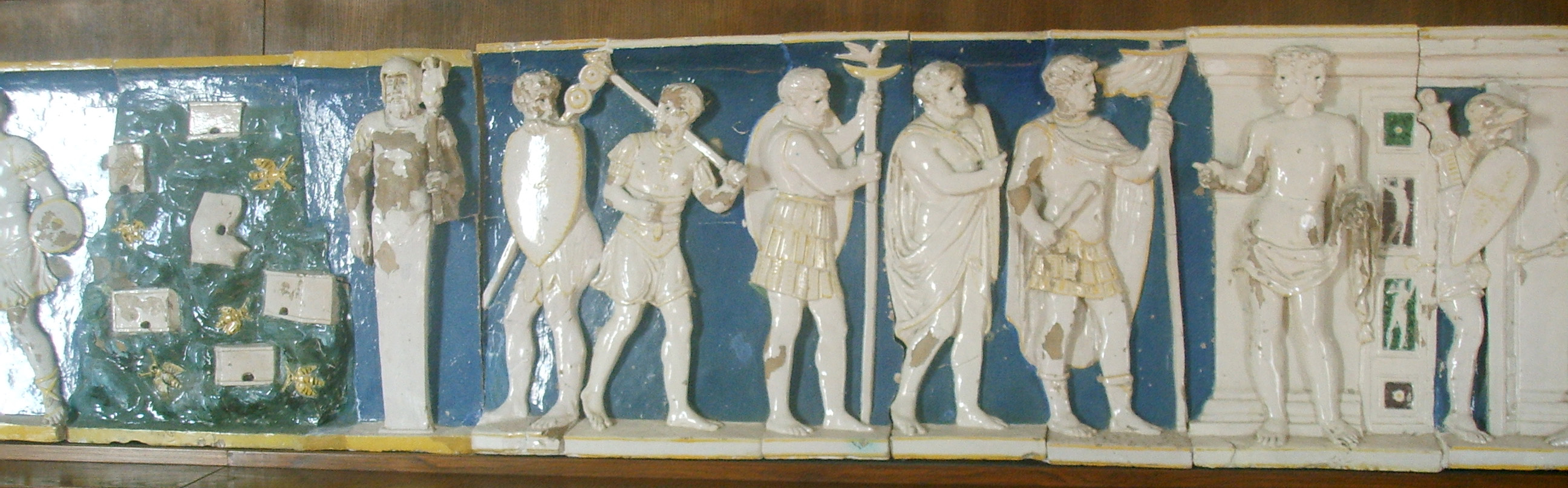
Villa di Poggio

Andrea Sansovino, egentligen Andrea Contucci, född cirka 1467 i Montepulciano, död 1529 i Rom, var en italiensk skulptör under renässansen, lärjunge till Antonio del Pollaiuolo.

## Biografi

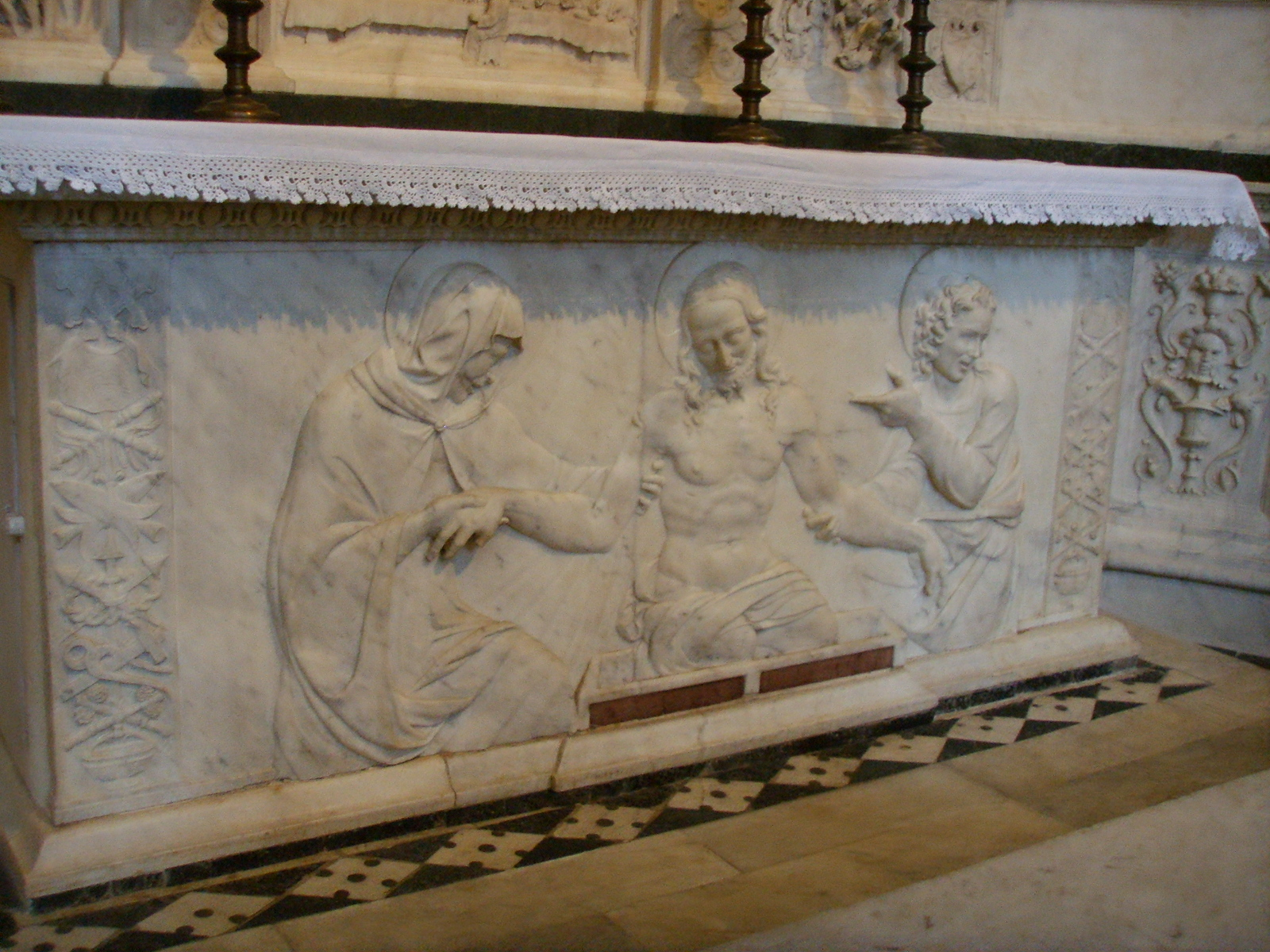
Framsidan av altaret i Santo Spirito

Sansovino var son till Domenico Contucci från Monte Sansovino, och föddes i Monte San Savino nära Arezzo, därav hans namn, som vanligtvis mjukas upp till Sansovino.
Han var elev till Antonio del Pollaiuolo och arbetade först i den stil som var vanlig i 1400-talets Florens. Hans tidigaste verk är altartavlan i terrakotta i Santa Chiara vid Monte San Savino, och marmorrelieferna Bebådelsen, Jungfruns kröning, Den sista måltiden  och olika statyetter i Corbinelli-kapellet i Santo Spirito i Florens, alla utförda mellan åren 1488 och 1491.
Från 1493 till 1500 arbetade Sansovino i Portugal för kungen, och några skulpturer av honom finns fortfarande i klosterkyrkan i Coimbra. Dessa tidiga reliefer visar starkt Donatellos inflytande. Sansovinos första kända verk efter hans återkomst till Rom är en madonna och en döpare i Genuas katedral. Början av en mer hednisk stil visas i statyerna av Johannes som döper Kristus över den östra dörren till Battistero di San Giovanni i Florens (1505). Denna grupp avslutades dock av Vincenzo Dantis svagare hand. Under denna period utförde Sansovino marmorfonten vid Volterra, med goda reliefer av De fyra dygderna och Kristi dop.
År 1504 blev Sansovino inbjuden till Rom av påven Julius II för att skapa monumentet över kardinal Manzi i Santa Maria in Aracoeli, (influerad av Andrea Bregnos langobardiska stil), och kardinalerna Ascanio Maria Sforza och Girolamo Basso della Roveres monument i Santa Maria del Popolo. De arkitektoniska delarna av dessa monument och deras skulpterade lövverk är extremt graciösa och utförda med den allra största försiktighet, men de liggande bilderna visar början på en allvarlig nedgång i smak. Dessa gravar blev modeller som under många år kopierades av de flesta senare skulptörer, med allt sämre resultat.
År 1512, medan han fortfarande var i Rom, utförde Sansovino en mycket vacker grupp av Madonnan och barnet med Sankt Anna, nu över ett av sidoaltarna i kyrkan Sant'Agostino in Campo Marzio. Från 1513 till 1528 befann han sig i Loreto, där han klädde utsidan av basilikan Santa Casa med vit marmor, täckt med reliefer och statyetter i nischer mellan kolonnerna. En liten del av denna skulptur var ett verk av Sansovino, men den största delen utfördes av Raffaello da Montelupo, Tribolo och andra av hans assistenter och elever. De tidigare relieferna, de av Sansovino själv, är de bästa.

## Verk

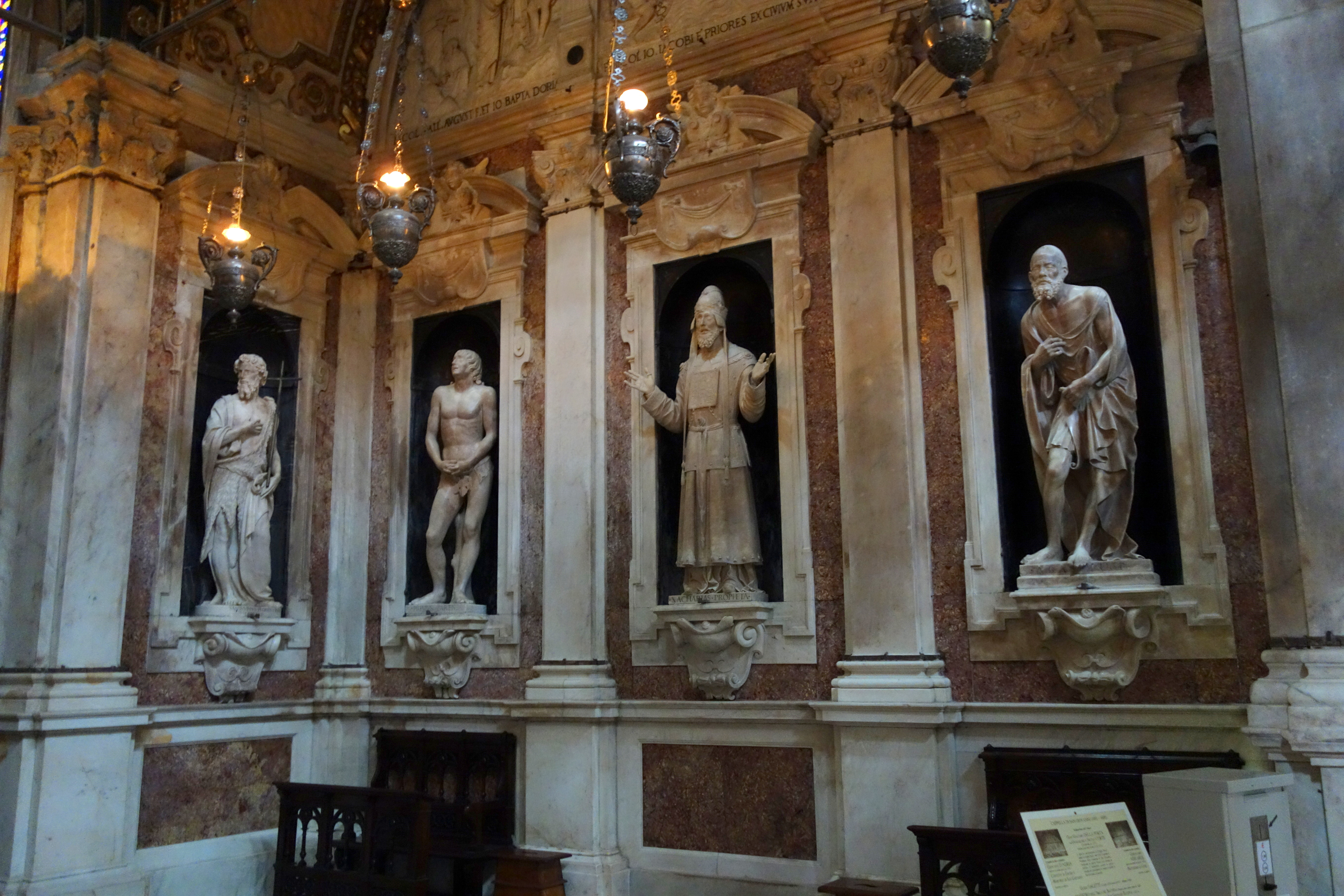
Johannes döparen av Andrea Sansovino, tidigt 1500-tal, (Adam, Zaccariah, och Habakkuk, av Matteo Cividali)
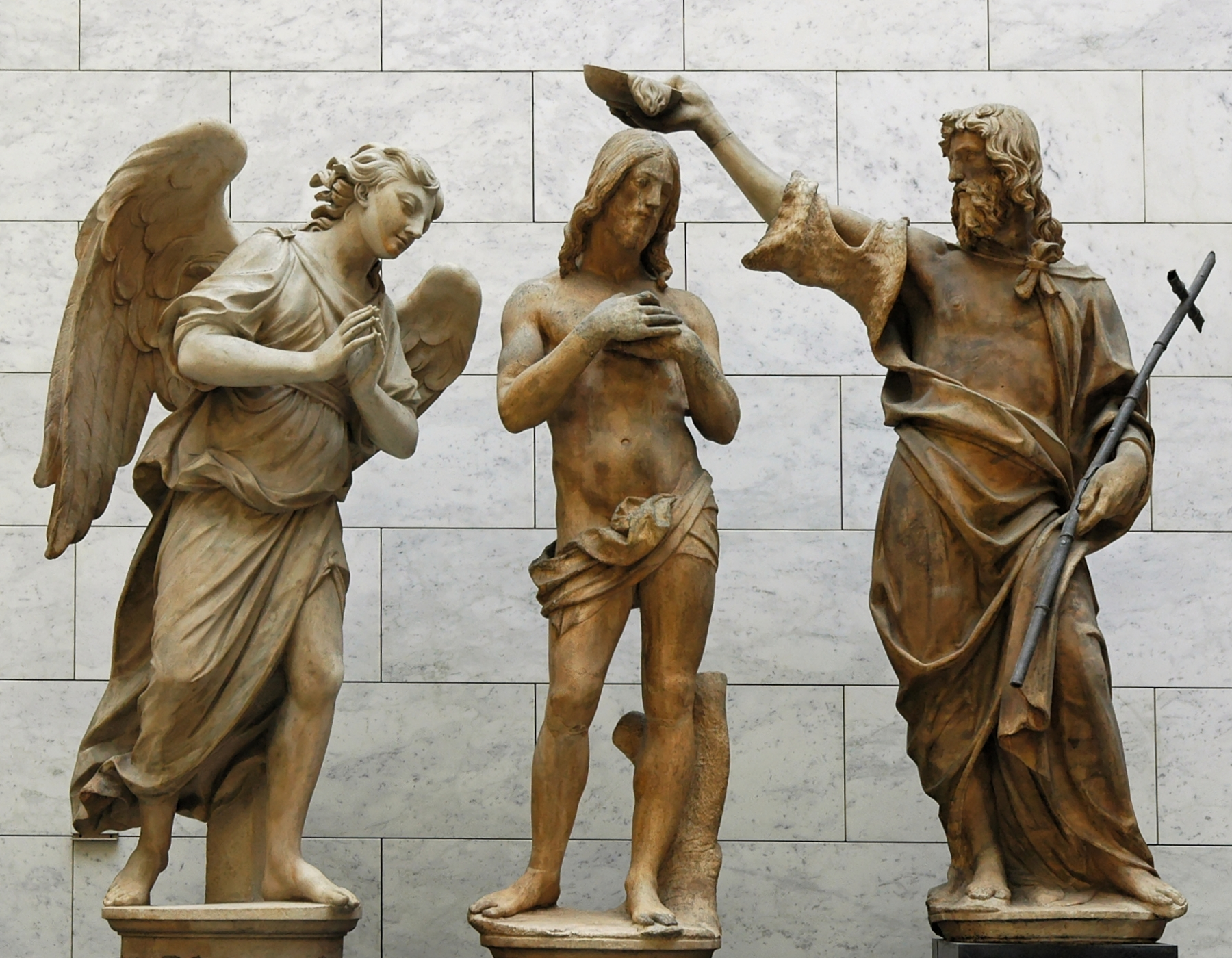
Battistero di San Giovanni, Florens
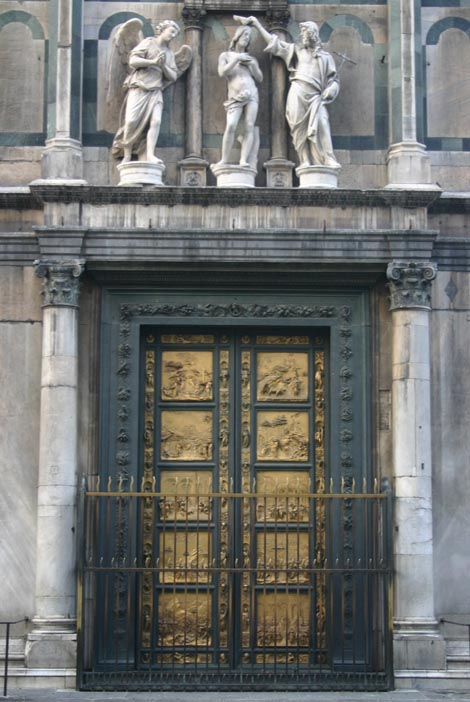
Paradisets portar, Battistero di San Giovanni, Florens
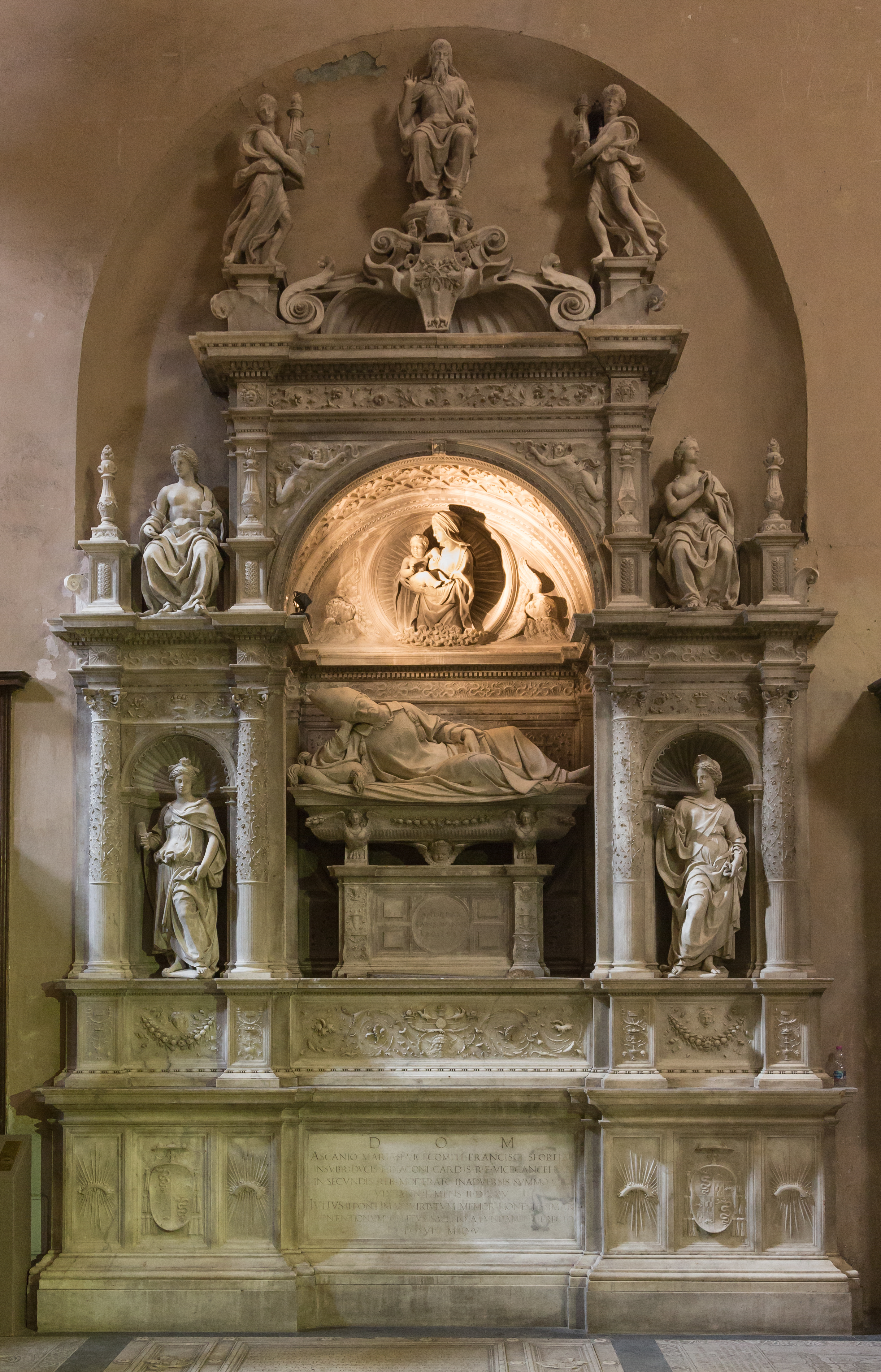
Ascanio Sforzas grav
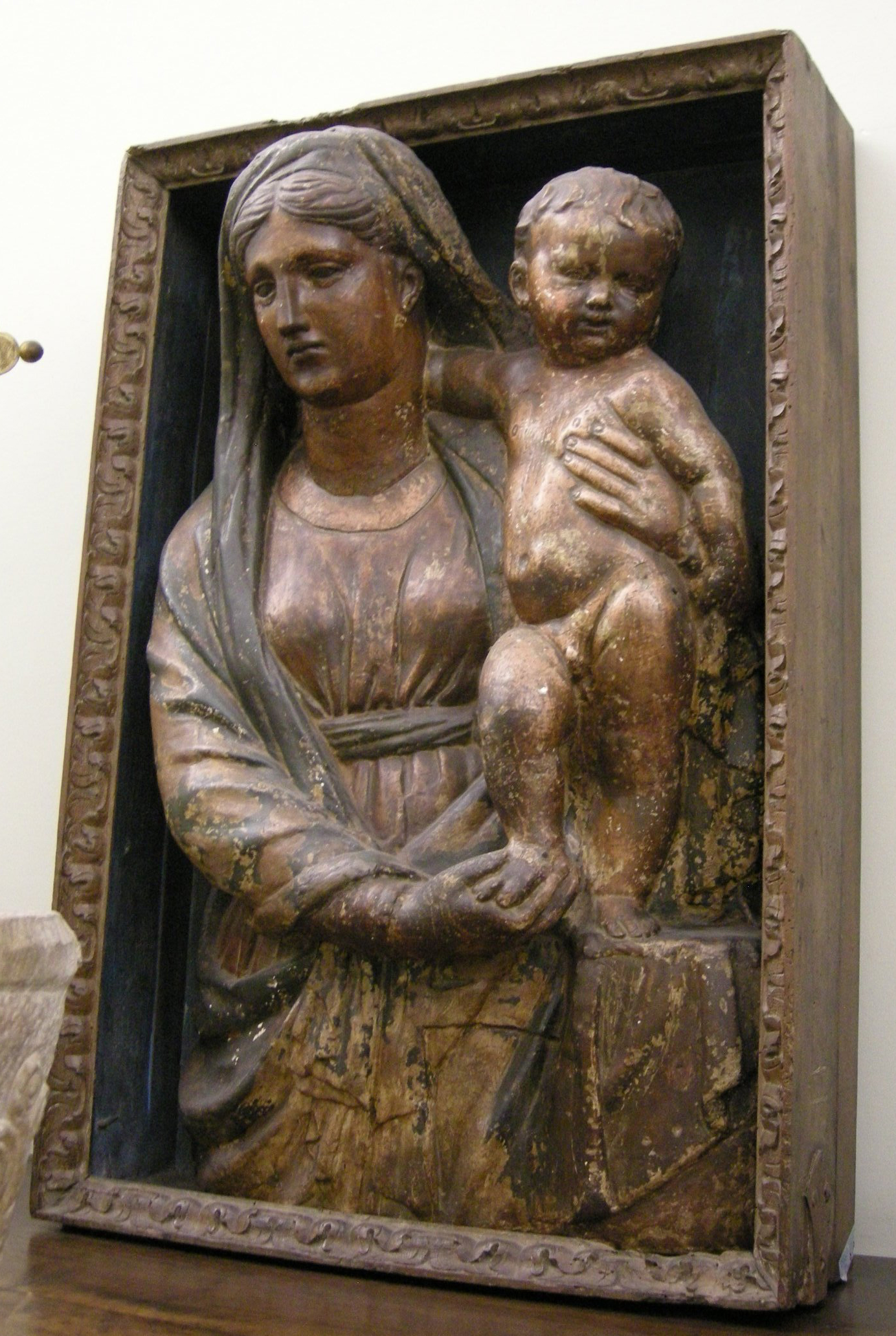
Madonna och barn
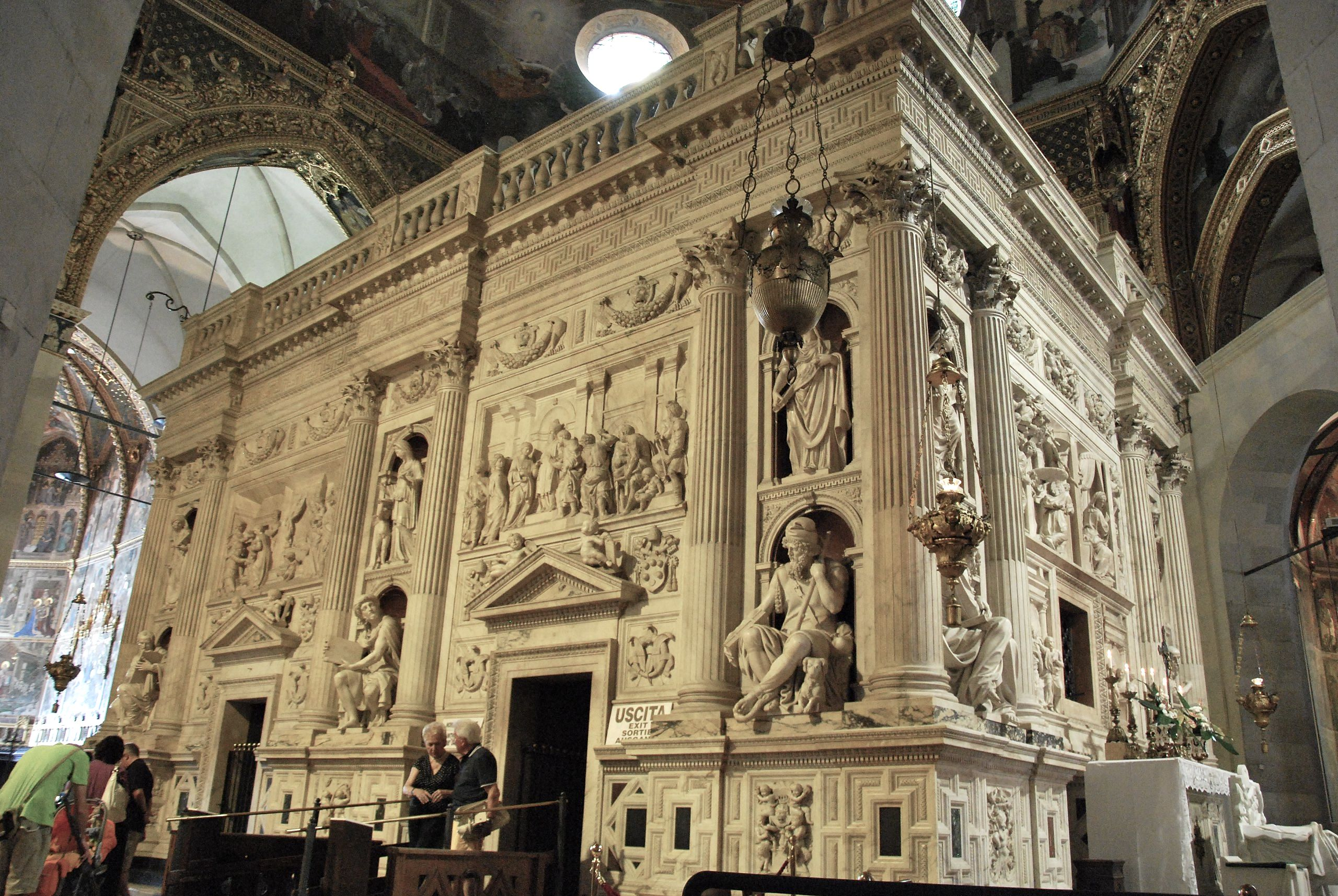